# Episodi di All Saints (sesta stagione)
La sesta stagione della serie televisiva All Saints è stata trasmessa in anteprima in Australia da Seven Network tra l'11 febbraio 2003 e il 25 novembre 2003.
| nº | Titolo originale          | Titolo italiano | Prima TV Australia | Prima TV Italia |
| -- | ------------------------- | --------------- | ------------------ | --------------- |
| 1  | Trust                     |                 | 11 febbraio 2003   |                 |
| 2  | Heroic Measures           |                 | 11 febbraio 2003   |                 |
| 3  | Destiny's Child           |                 | 18 febbraio 2003   |                 |
| 4  | Broken English            |                 | 25 febbraio 2003   |                 |
| 5  | All Our Tomorrows         |                 | 4 marzo 2003       |                 |
| 6  | Older and Wiser           |                 | 11 marzo 2003      |                 |
| 7  | Separation Pains          |                 | 18 marzo 2003      |                 |
| 8  | The Last Supper           |                 | 25 marzo 2003      |                 |
| 9  | Only the Good Die Young   |                 | 1º aprile 2003     |                 |
| 10 | Vale                      |                 | 8 aprile 2003      |                 |
| 11 | The Art of Flowers        |                 | 15 aprile 2003     |                 |
| 12 | Fanning the Flames        |                 | 22 aprile 2003     |                 |
| 13 | Breathing Space           |                 | 29 aprile 2003     |                 |
| 14 | Past Tense                |                 | 6 maggio 2003      |                 |
| 15 | Seeking Asylum            |                 | 13 maggio 2003     |                 |
| 16 | In Control                |                 | 20 maggio 2003     |                 |
| 17 | Best Intentions           |                 | 27 maggio 2003     |                 |
| 18 | Night Moves               |                 | 3 giugno 2003      |                 |
| 19 | Sins of the Past          |                 | 10 giugno 2003     |                 |
| 20 | No Place Like Home        |                 | 17 giugno 2003     |                 |
| 21 | Presumption of Guilt      |                 | 24 giugno 2003     |                 |
| 22 | A Rock and a Hard Place   |                 | 1º luglio 2003     |                 |
| 23 | The Things We Do for Love |                 | 8 luglio 2003      |                 |
| 24 | Suspicious Minds          |                 | 15 luglio 2003     |                 |
| 25 | Now You See Me            |                 | 22 luglio 2003     |                 |
| 26 | A Second Look             |                 | 29 luglio 2003     |                 |
| 27 | Some You Win              |                 | 5 agosto 2003      |                 |
| 28 | Eyes Wide Open            |                 | 12 agosto 2003     |                 |
| 29 | Friend in Need            |                 | 19 agosto 2003     |                 |
| 30 | Too Close for Comfort     |                 | 26 agosto 2003     |                 |
| 31 | Complicity                |                 | 2 settembre 2003   |                 |
| 32 | The Devil to Pay          |                 | 9 settembre 2003   |                 |
| 33 | Wrong Call                |                 | 16 settembre 2003  |                 |
| 34 | To Forgive, Divine        |                 | 23 settembre 2003  |                 |
| 35 | Question of Guilt         |                 | 30 settembre 2003  |                 |
| 36 | Safety Net                |                 | 7 ottobre 2003     |                 |
| 37 | Look Before You Leap      |                 | 14 ottobre 2003    |                 |
| 38 | Doctor of Choice          |                 | 21 ottobre 2003    |                 |
| 39 | Harm's Way                |                 | 28 ottobre 2003    |                 |
| 40 | Other People's Business   |                 | 4 novembre 2003    |                 |
| 41 | The Right Thing?          |                 | 11 novembre 2003   |                 |
| 42 | Loser Pays                |                 | 25 novembre 2003   |                 |
| 43 | Never Forget              |                 | 25 novembre 2003   |                 |